# Аксючиц, Ничипор Лукич
Ничипор Лукич Аксючиц (бел. Нічыпар Лукіч Аксючыц; 13 марта (25 марта) 1892, д. Саковичи, Борисовский уезд, Минская губерния, Российская империя — ?) — советский государственный деятель, народный комиссар коммунального хозяйства Белорусской ССР (1931—1932).

## Биография
Родился в крестьянской семье.
Участник Первой мировой войны, унтер-офицер русской армии. После Февральской революции (1917) был избран членом полкового солдатского комитета. После Октябрьской революции, с октября 1917 г. — в исполкоме Борисовского уездного совета, затем — в Борисовском реввоенсовете.
Член РКП(б) с 1920 г.
- 1918—1919 гг. — председатель Минского волостного совета,
- 1919—1923 гг. — начальник Борисовского районного отдела милиции, затем — комиссар продовольствия Борисовского района,
- 1923—1928 гг. — председатель правления Белорусского союза сельскохозяйственного и кредитной кооперации, директор Белсельгосбанка,
- 1928—1929 гг. — народный комиссар внутренней торговли Белорусской ССР,
- 1929 г. — председатель исполнительного комитета Минского округа,
- 1929—1931 гг. — членом Экономического совета при СНК БССР,
- 1931 г. — начальник Главного управления коммунального хозяйства при СНК Белорусской ССР,
- 1931—1932 гг. — народный комиссар коммунального хозяйства Белорусской ССР.

Во второй половине 1930-х гг. был арестован НКВД и приговорен судом к длительному тюремному заключению.